# Vossloh G 1700-2 BB
De Vossloh G 1700-2 BB is een dieselhydraulische locomotief gebouwd door Vossloh.

## Geschiedenis
De locomotieven werden ontworpen uit het type G 1202 en DE 1002 en verder ontwikkeld door Vossloh, vroeger bekend als Maschinenbau Kiel (MaK).

## Constructie en techniek
De locomotief heeft een stalen frame. De dieselmotor is een Caterpillar van het type 3512B DI-TA-SCAC met een gereduceerd vermogen van 1500 kW. De transmissie is een Voith van het type L 5r4 zseU2. Deze locomotieven kunnen tot vier stuks gecombineerd rijden. 

## SBB
De SBB heeft 76 locomotieven van het G 1700-2 BB aangeschaft als SBB Am 843.

## Sersa
De locomotieven worden door de Sersa als volgt genummerd en ingezet als Sersa Am 843 bij de volgende bedrijfsonderdelen:
- Vossloh 1001210: in 2005 overgenomen van Mitsui Rail Capital Europe (MRCE) - ex Mittelweserbahn GmbH (MWB) 2301. Sinds oktober 2009 verhuurd aan SBB Cargo
- Vossloh 5001488: in 2005 overgenomen van Mitsui Rail Capital Europe (MRCE) - ex Mittelweserbahn GmbH (MWB) 2303.
- Am 843 151 - 153: Railinfrastructuur, vervoer van treinen bestemd voor het onderhoud aan alle spoorlijnen in Zwitserland.

## BLS
De locomotieven worden door de BLS ingezet als BLS Am 843 bij het vervoer van treinen bestemd voor het onderhoud aan de eigen spoorlijnen.
Deze locomotieven zijn voor gebruik op de traject Frutigen - Visp voorzien van ETCS Level-2.